# Landtagswahlkreis Freiburg II
Der Wahlkreis Freiburg II (Wahlkreis 47) ist ein Landtagswahlkreis in Baden-Württemberg. Er umfasste bei der Landtagswahl 2006 die Stadtteile Betzenhausen, Brühl, Haslach, Hochdorf, Landwasser, Lehen, Mooswald, Munzingen, Opfingen, Rieselfeld, Sankt Georgen, Stühlinger, Tiengen, Unterwiehre, Vauban, Waltershofen, Weingarten und Zähringen des Stadtkreises Freiburg.
Die Grenzen der Landtagswahlkreise wurden nach der Kreisgebietsreform von 1973 zur Landtagswahl 1976 grundlegend neu zugeschnitten und seitdem nur punktuell geändert. Überdurchschnittliches Bevölkerungswachstum in der Region Basel erforderte zur Landtagswahl 2011 eine Veränderung der Wahlkreise in dieser Region, die sich auch auf den Wahlkreis Freiburg II auswirkte. So wurden die bisher dem Wahlkreis Breisgau zugehörigen Gemeinden Gottenheim, March, Schallstadt und Umkirch dem Wahlkreis Freiburg II zugeordnet. Diese Lösung sorgte für Kritik, weil so gleich beide Freiburger Landtagswahlkreise um Gemeinden des Umlandes ergänzt werden.

## Wahl 2021
Die Landtagswahl 2021 hatte folgendes Ergebnis:
| Direktkandidat           | Partei       | Stimmen in % | Landtagswahl 2016 Stimmen in % |
| ------------------------ | ------------ | ------------ | ------------------------------ |
| Nadyne Saint-Cast        | Grüne        | 40,3         | 40,5                           |
| Arndt Michael            | CDU          | 13,3         | 17,2                           |
| Karl Schwarz             | AfD          | 5,8          | 10,6                           |
| Gabriele Rolland         | SPD          | 12,7         | 13,8                           |
| Marianne Schäfer         | FDP          | 5,9          | 6,1                            |
| Imke Pirch               | DIE LINKE    | 11,2         | 7,7                            |
| Britta Kangas            | ödp          | 0,7          | 0,6                            |
| Michael (Dita Whip) Kühn | Die PARTEI   | 2,2          | 1,1                            |
| Johannes Gröger          | Freie Wähler | 2,8          | –                              |
| Norbert Gießler          | Bündnis C    | 0,3          | –                              |
| Sabine Kropf             | dieBasis     | 1,2          | –                              |
| Fabian Aisenbrey         | KlimalisteBW | 2,2          | –                              |
| Kay Michel               | WiR2020      | 0,5          | –                              |
| Franz-Josef Siegemund    | Volt         | 1,0          | –                              |
| –                        | Sonstige     | –            | 2,4                            |

## Wahl 2016
Die Landtagswahl 2016 hatte folgendes Ergebnis:
| Direktkandidat       | Partei           | Stimmen in % | Landtagswahl 2011 Stimmen in % |
| -------------------- | ---------------- | ------------ | ------------------------------ |
| Edith Sitzmann       | Grüne            | 40,5         | 39,9                           |
| Johannes Baumgärtner | CDU              | 17,2         | 22,8                           |
| Gabi Rolland         | SPD              | 13,8         | 24,6                           |
| Wolfgang Ott         | AfD              | 10,6         | –                              |
| Gregory Mohlberg     | Die Linke        | 7,7          | 4,9                            |
| Eicke Weber          | FDP              | 6,1          | 3,3                            |
| Sonja Ellen Hösl     | Tierschutzpartei | 1,4          | –                              |
| Lennart Lein         | Die PARTEI       | 1,1          | –                              |
| Stephan Heider       | ödp              | 0,6          | 0,6                            |
| Mark Kalnitski       | ALFA             | 0,5          | –                              |
| Michael Kerber       | NPD              | 0,3          | –                              |
| Thomas Markert       | REP              | 0,2          | 1,0                            |

## Wahl 2011
Die Landtagswahl am 27. März 2011  hatte folgendes Ergebnis:
| Direktkandidat    | Partei        | Stimmen in % | Landtagswahl 2006 Stimmen in % |
| ----------------- | ------------- | ------------ | ------------------------------ |
| Edith Sitzmann    | Grüne         | 39,9         | 22,9                           |
| Gabi Rolland      | SPD           | 24,6         | 28,3                           |
| Bernhard Schätzle | CDU           | 22,8         | 31,5                           |
| Lothar Schuchmann | Die Linke     | 04,9         | WASG: 6,3                      |
| Christoph Glück   | FDP           | 03,3         | 07,2                           |
| André Martens     | Piraten       | 02,3         | –                              |
| Peter Bulke       | REP           | 01,0         | 01,5                           |
| Stephan Heider    | ödp           | 00,6         | 00,1                           |
| Peter Uhrmeister  | PBC           | 00,4         | 00,5                           |
| Michael Pfeiffer  | Die Violetten | 00,3         | –                              |
| –                 | Sonstige      | 0–           | 01,7                           |

## Wahl 2006
Die Landtagswahl 2006 hatte folgendes Ergebnis:
| Direktkandidat     | Partei               | Stimmen in % | Landtagswahl 2001 Stimmen in % |
| ------------------ | -------------------- | ------------ | ------------------------------ |
| Bernhard Schätzle  | CDU                  | 30,8         | 28,2                           |
| Margot Queitsch    | SPD                  | 28,2         | 36,7                           |
| Edith Sitzmann     | Grüne                | 24,2         | 21,0                           |
| Wilfried Telkämper | WASG                 | 06,9         | –                              |
| Herta König        | FDP                  | 06,8         | 06,6                           |
| Richard Joneschat  | REP                  | 01,4         | 02,7                           |
| Jasmin Ecker       | Die Tierschutzpartei | 00,8         | 01,1                           |
| Martin Walcher     | Die PARTEI           | 00,6         | –                              |
| Markus Ralf        | PBC                  | 00,4         | –                              |
| Kurt Heber         | ADM                  | 00,4         | –                              |
| –                  | Sonstige             | –            | 01,1                           |

## Abgeordnete seit 1976
Bei den Landtagswahlen in Baden-Württemberg hat jeder Wähler nur eine Stimme, mit der sowohl der Direktkandidat als auch die Gesamtzahl der Sitze einer Partei im Landtag ermittelt werden. Dabei gibt es keine Landes- oder Bezirkslisten, stattdessen werden zur Herstellung des Verhältnisausgleichs unterlegenen Wahlkreisbewerbern Zweitmandate zugeteilt.
Den Wahlkreis Freiburg II vertraten seit 1976 folgende Abgeordnete im Landtag:
| Partei | Art des Mandats | Gewählte |
| ------ | --------------- | --- |
| SPD    | Erstmandat      | Günter Schrempp 1980, 1984, 1988, 1992 Margot Queitsch 2001 |
| SPD    | Zweitmandat     | Rudolf Schieler 1976 Margot Queitsch 2006 Gabi Rolland 2011, 2016, 2021 |
| CDU    | Erstmandat      | Conrad Schroeder 1976 Ursula Kuri 1996 Bernhard Schätzle 2006 |
| Grüne  | Erstmandat      | Edith Sitzmann 2011, 2016 Nadyne Saint-Cast 2021 |
| Grüne  | Zweitmandat     | Helgo Bran 1980 Thilo Weichert 1984, Mandat niedergelegt zum 29. Mai 1986 Klaus-Dieter Käser, nachgerückt am 3. Juni 1986 Rosemarie Glaser 1988 Dieter Salomon 1992, 1996, 2001, Mandat niedergelegt zum 14. August 2002 Edith Sitzmann, nachgerückt am 30. August 2002; 2006 |